# Simon le magicien (film)
Pour le mage, voir Simon le Magicien.
Pour plus de détails, voir Fiche technique et Distribution.
Simon le magicien (Simon Magus) est un film britannique réalisé par Ben Hopkins, sorti en 1999.

## Synopsis
Prétendant parler avec le diable, Simon est exclu de sa communauté juive. Pendant ce temps, Dovid, un jeune homme veut acheter des terres au « Squire », un grand propriétaire, enfin d'y construire une gare.

## Fiche technique
- Titre : Simon le magicien
- Titre original : Simon Magus
- Réalisation : Ben Hopkins
- Scénario : Rob Cheek et Ben Hopkins
- Musique : Deborah Mollison
- Photographie : Nicholas D. Knowland
- Montage : Alan Levy
- Production : Robert Jones
- Société de production : Film Four, Lucky Red, ARP Sélection, Hollywood Partners, Jonescompany Productions et Goldwyn Films
- Société de distribution : ARP Sélection (France) et Fireworks Pictures (États-Unis)
- Pays :  Royaume-Uni,  États-Unis,  France,  Allemagne et  Italie
- Genre : fantastique, romance et drame
- Durée : 101 minutes
- Dates de sortie : 
  -  Allemagne : 17 février 1999 (Berlinale)
  -  Royaume-Uni : 26 mai 2000
  -  France : 13 décembre 2000

## Distribution
- Noah Taylor : Simon
- Stuart Townsend : Dovid
- Embeth Davidtz : Leah
- Rutger Hauer : « Squire »
- Ian Holm : Sirius / Boris / Head
- Sean McGinley : Hase
- Terence Rigby : Bratislav
- Amanda Ryan : Sarah
- David de Keyser : Rabbi
- Toby Jones : Buchholz
- Jim Dunk : Saul
- Ursula Jones : Rebecca
- Tom Fisher : Thomas
- Walter Sparrow : Benjamin
- Jean Anderson : Roise
- Katharine Schlesinger : Askha
- Valerie Edmond : Eva
- Kathryn Hunter : la grand-mère
- Barry Davis : Samuel le cuisinier
- Frank Chersky : Feyder le forestier
- Lawrence Werber : Zeidel le charretier
- Hayley Carmichael : Jana Krasinsky
- Nitzan Sharron : Joshua
- Joseph England : Elijah
- Joel Freeman : Aaron
- Nathan Grower : Anshel
- Zoe Buckman : Beyle
- Camilla Mars : Shifrah
- Sam Davies : Joseph
- Joshua Morris : Getsl
- Jacob Morris : Simcha
- Lexi Rose : Miryem

## Distinctions
Le film a été présenté en sélection officielle en compétition lors de Berlinale 1999.